# The Rumble
The Rumble är Abhinandas tredje och sista studioalbum, utgivet av Desperate Fight Records 1999. I Spanien utgavs skivan av Locomotive Music.

## Låtlista[1]
1. "Junior"
2. "Highway Tonight"
3. "The Rumble"
4. "Easy Digestion"
5. "Showdown"
6. "No 1"
7. "Centipede"
8. "The Preacher"
9. "Take It Away"
10. "Shuffle the Deck"
11. "La Musica Continua"